# Campionati europei di nuoto 1938
La V edizione dei campionati europei di nuoto, l'ultima prima della seconda guerra mondiale, si svolse a Londra, per la prima volta in una piscina coperta situata a Wembley, dal 6 al 15 agosto 1938.

## Medagliere
| Posizione | Paese       |    |    |    | Totale |
| --------- | ----------- | -- | -- | -- | ------ |
| 1         | Germania    | 5  | 7  | 2  | 14     |
| 2         | Danimarca   | 5  | 1  | 1  | 7      |
| 3         | Paesi Bassi | 2  | 3  | 4  | 9      |
| 4         | Svezia      | 2  | 1  | 0  | 3      |
| 5         | Regno Unito | 1  | 3  | 5  | 9      |
| 6         | Ungheria    | 1  | 0  | 3  | 4      |
| 7         | Francia     | 0  | 1  | 0  | 1      |
| 8         | Belgio      | 0  | 0  | 1  | 1      |
| 8         | Jugoslavia  | 0  | 0  | 1  | 1      |
| Totale    | Totale      | 16 | 16 | 17 | 49     |

## Nuoto

### Uomini
| Evento               | Oro                                                             | Perform. | Argento                                                             | Perform. | Bronzo                                                                     | Perform. |
| Stile libero         |                                                                 |          |                                                                     |          |                                                                            |          |
| 100 m                | Kees Hoving                                                     | 59"8     | Frederick Dove                                                      | 1'00"6   | István Körösi                                                              | 1'01"2   |
| 400 m                | Björn Borg                                                      | 4'51"6   | Werner Plath                                                        | 4'56"2   | Norman Wainwright                                                          | 4'56"3   |
| 1500 m               | Björn Borg                                                      | 19'55"6  | Robert Leivers                                                      | 19'57"0  | Heinz Arendt                                                               | 20'12"6  |
| Dorso                |                                                                 |          |                                                                     |          |                                                                            |          |
| 100 m                | Heinz Schlauch                                                  | 1'09"0   | Gerhard Nüsske                                                      | 1'10"8   | Árpád Lengyel                                                              | 1'12"0   |
| 100 m                | Heinz Schlauch                                                  | 1'09"0   | Gerhard Nüsske                                                      | 1'10"8   | Stans Scheffer                                                             | 1'12"0   |
| Rana                 |                                                                 |          |                                                                     |          |                                                                            |          |
| 200 m                | Joachim Balke                                                   | 2'45"8   | Erwin Sietas                                                        | 2'45"9   | Anton Cerer                                                                | 2'47"6   |
| Staffette            |                                                                 |          |                                                                     |          |                                                                            |          |
| 4x200 m stile libero | Germania Werner Birr Wolfgang Heimlich Hans Freese Werner Plath | 9'17"6   | Francia Roland Pallard Christian Talli René Cavalero Alfred Nanacke | 9'22"6   | Regno Unito Frederick Dove Kenneth Deane Robert Leiversi Norman Wainwright | 9'24"6   |

### Donne
| Evento               | Oro                                                                 | Perform. | Argento                                                                   | Perform. | Bronzo                                                               | Perform. |
| Stile libero         |                                                                     |          |                                                                           |          |                                                                      |          |
| 100 m                | Ragnhild Hveger                                                     | 1'06"2   | Birte Ove-Petersen                                                        | 1'06"8   | Ria van Veen                                                         | 1'08"4   |
| 400 m                | Ragnhild Hveger                                                     | 5'09"0   | Ria van Veen                                                              | 5'27"7   | Fernande Caroen                                                      | 5'33"4   |
| Dorso                |                                                                     |          |                                                                           |          |                                                                      |          |
| 100 m                | Cor Kint                                                            | 1'15"01  | Irene van Feggelen                                                        | 1'15"9   | Birte Ove-Petersen                                                   |          |
| Rana                 |                                                                     |          |                                                                           |          |                                                                      |          |
| 200 m                | Inge Sørensen                                                       | 3'05"4   | Doris Storey                                                              | 3'06"0   | Josephine Waalberg                                                   | 3'06"2   |
| Staffette            |                                                                     |          |                                                                           |          |                                                                      |          |
| 4x100 m stile libero | Danimarca Eva Riise Gunvor Kraft Birte Ove-Petersen Ragnhild Hveger | 4'31"6   | Paesi Bassi Alie Stijl Trude Malcorpe Ria van Veen Willemijntje den Ouden | 4'39"5   | Regno Unito Zilpha Grant Joyce Harrowby Marjorie Hinton Olive Wadham | 4'51"4   |

## Tuffi

### Uomini
| Evento          | Oro          | Perform. | Argento      | Perform. | Bronzo           | Perform. |
| Trampolino 3m   | Erhard Weiss | 148.02   | Fritz Haster | 137.50   | Frederick Hodges | 132.52   |
| Piattaforma 10m | Erhard Weiss | 124.17   | Hans Kitzig  | 121.53   | László Hidvégi   | 107.22   |

### Donne
| Evento          | Oro         | Perform. | Argento             | Perform. | Bronzo      | Perform. |
| Trampolino 3m   | Betty Slade | 103.60   | Gerda Daumerlang    | 102.28   | Edna Child  | 100.40   |
| Piattaforma 10m | Inge Beeken | 37.09    | Ann-Margret Nirling | 36.92    | Suse Heinze | 36.39    |

## Pallanuoto
| Evento          | Oro      | Argento  | Bronzo      |
| Torneo maschile | Ungheria | Germania | Paesi Bassi |

## Trofeo dei campionati
I dati sono parziali
- Coppa Europa (maschile)

| Posizione | Paese       | Punti |
| 1         | Germania    | 145   |
| 2         | Ungheria    | 59    |
| 3         | Regno Unito | 44    |

- Coppa Bredius (femminile)

| Posizione | Paese       | Punti |
| 1         | Danimarca   | 100   |
| 2         | Paesi Bassi | 55    |
| 3         | Regno Unito | 45    |